# Cedrick Hordges
Cedrick Tyrone Hordges (Montgomery, Alabama, 8 de enero de 1957-22 de febrero de 2024) fue un jugador de baloncesto estadounidense que disputó dos temporadas en la NBA, además de jugar en la liga italiana, la liga ACB y la liga argentina. Con 2,03 metros de estatura, jugaba en la posición de ala-pívot.

## Trayectoria deportiva

### Universidad
Tras jugar dos temporadas con los Tigers de la Universidad de Auburn, en las que apenas contó con oportunidades de juego, fue transferido a los Gamecocks de la Universidad de Carolina del Sur, donde jugaría dos temporadas más, promediando en estas dos últimas 19,7 puntos y 9,2 rebotes por partido.

### Profesional
Fue elegido en la cuadragésimo novena posición del Draft de la NBA de 1979 por Chicago Bulls, donde no llegó a debutar, siendo traspasado al año siguiente a los Denver Nuggets a cambio de una futura segunda ronda del draft.
En los Nuggets jugó dos temporadas, siendo la mejor de ellas la primera, en la que promedió 8,4 puntos y 6,7 rebotes por partido.
En 1982 se marchó a jugar a la liga italiana, donde jugó 8 temporadas en 5 equipos diferentes, tando en la Serie A1 como en la A2, promediando en total 21,0 puntos y 8,7 rebotes por partido.
En 1991 ficha por el Oximesa Granada de la liga ACB para sustituir a Mike Higgins, jugando 11 partidos, en los que promedió 15,6 puntos y 6,8 rebotes, siendo reemplazado por Jerome Lane.
Al año siguiente regresa a Italia, al Menestrello Modena para sustituir al lesionado Ian Lockhart, disputando 4 partidos antes de que se recuperara.Acabó su carrera jugando dos temporadas en la liga argentina.

## Estadísticas de su carrera en la NBA

### Temporada regular
| Temporada | Edad | Equipo         | Liga | P   | TIT | MIN  | TC  | TCA | %TC  | 3P  | 3PA | %3P  | TL  | TLA | %TL  | R.OF. | R.DEF. | REB | ASIS | ROB | TAP | PER | FP  | PTS |
| 1980-81   | 24   | Denver Nuggets | NBA  | 68  |     | 23.5 | 3.3 | 7.1 | .460 | 0.0 | 0.0 | .000 | 1.9 | 2.7 | .699 | 1.8   | 5.0    | 6.7 | 1.5  | 0.5 | 0.3 | 1.8 | 3.3 | 8.4 |
| 1981-82   | 25   | Denver Nuggets | NBA  | 77  | 1   | 17.8 | 2.6 | 5.4 | .493 | 0.0 | 0.2 | .231 | 1.5 | 2.6 | .583 | 1.5   | 3.6    | 5.1 | 0.8  | 0.3 | 0.2 | 1.4 | 3.0 | 6.8 |
| Total     |      |                | NBA  | 145 | 1   | 20.5 | 2.9 | 6.2 | .475 | 0.0 | 0.1 | .188 | 1.7 | 2.7 | .639 | 1.6   | 4.2    | 5.9 | 1.2  | 0.4 | 0.3 | 1.6 | 3.1 | 7.6 |

### Playoffs
| Temp.   | Edad | Equipo         | Liga | P | MIN | TCA | TC | 3PA | 3P | TLA | TL | R.OF. | REB | ASIS | ROB | TAP | PER | FP | PTS | %TC  | %3P  | %FT  | MIN  | PTS | REB | AST |
| 1981-82 | 25   | Denver Nuggets | NBA  | 3 | 45  | 8   | 19 | 0   | 1  | 3   | 4  | 2     | 13  | 2    | 1   | 0   | 4   | 4  | 19  | .421 | .000 | .750 | 15.0 | 6.3 | 4.3 | 0.7 |
| Total   |      |                | NBA  | 3 | 45  | 8   | 19 | 0   | 1  | 3   | 4  | 2     | 13  | 2    | 1   | 0   | 4   | 4  | 19  | .421 | .000 | .750 | 15.0 | 6.3 | 4.3 | 0.7 |